# Zespół Ludowy „Ożarowiacy”
Zespół Ludowy „Ożarowiacy” – polski zespół przekazujący polski folklor poprzez taniec, śpiew, muzykę i obrzędy.

## Historia
Zespół został założony w 2002 przez Małgorzatę Wojciechowską. Na początku liczył około dziesięcioro dzieci. Obecnie zespół posiada pięć grup wiekowych i liczy około 150 członków. Zespół działa przy Domu Kultury „Uśmiech” w Ożarowie Mazowieckim.
Zespół w swoim repertuarze posiada pieśni i tańce z różnych regionów Polski, takich jak: łowickie, Małopolska, Górny Śląsk, Spisz, Kaszuby, Lubelszczyzna, Beskid Śląski, Lachy Sądeckie. W programie są również polskie tańce narodowe oraz spektakle oparte na zwyczajach i obrzędach ludowych, kolędach i pastorałkach.

## Osiągnięcia
- 2004 – I miejsce na Przeglądzie Amatorskich Zespołów Artystycznych w Warszawie,
- 2005 – I miejsce na Przeglądzie Amatorskich Zespołów Artystycznych w Warszawie,
- 2006 – I miejsce na Przeglądzie Amatorskich Zespołów Artystycznych w Warszawie,
- 2007 – I miejsce na Przeglądzie Amatorskich Zespołów Artystycznych w Warszawie,
- 2008 – I miejsce na Przeglądzie Amatorskich Zespołów Artystycznych w Warszawie, I miejsce na Regionalnym Przeglądzie Kolęd i Pastorałek w Pruszkowie,
- 2009 – I miejsce na Przeglądzie Amatorskich Zespołów Artystycznych w Warszawie,
- 2010 – I miejsce na Przeglądzie Amatorskich Zespołów Artystycznych w Warszawie,
- 2011 – I miejsce na Przeglądzie Amatorskich Zespołów Artystycznych w Warszawie,
- 2012 – I miejsce na Przeglądzie Amatorskich Zespołów Artystycznych w Warszawie,
- 2014 – II miejsce na Wojewódzkim Przeglądzie Twórczości Artystycznej w Mrozach,
- 2015 – III miejsce na Kasztelańskich Spotkaniach Artystycznych w Sierpcu, wyróżnienie na Przeglądzie Amatorskich Zespołów Artystycznych w Warszawie,
- 2016 – II miejsce na Jesiennym Jarmarku w Płońsku, II miejsce na Kasztelańskich Spotkaniach Artystycznych w Sierpcu
- 2017 – Wyróżnienie na Kasztelańskich Spotkaniach Artystycznych w Sierpcu; nagroda honorowa Miasta i Gminy Ożarów Mazowiecki „Felicja”; I miejsce w kategorii muzyczno-tanecznej na Przeglądzie Ludowych Zespołów Artystycznych w Płońsku.